# Fadima Diawara
Pour les articles homonymes, voir Diawara.
Fadima Diawara, née le 18 juin 1986 à Lola en république de Guinée, est une entrepreneuse guinéenne et conceptrice de smartphones.
Elle est la fondatrice de Kunfabo, une marque de smartphone africaine.

## Biographie
Fadima Diawara est née en 1986 en Guinée, d'un père fonctionnaire et d'une mère enseignante. De 2005 en 2008, elle suit des études supérieures en droit à l'Université générale Lansana Conté de Sonfonia de Conakry.
A 23 ans, elle quitte la Guinée pour l'Espagne où elle entame des études en gestion administrative et comptabilité dans la ville de Girona,.
En 2020, elle poursuit des études à l'IE Business School en vue de l'obtention d'un MBA en entrepreneuriat numérique à Barcelone.

## Carrière
Elle commence sa carrière professionnelle en tant que gestionnaire administrative dans des multinationales où elle pratique du marketing des produits de décoration. Elle démissionne de son emploi en 2016. Elle crée sa marque de smartphone dénommée Kunfabo,, qui signifie « être en contact en malinké ». Elle y conçoit des Kunfabo,,.
Son smartphone, présenté comme 100% africain, lui a permis de remporter en Espagne le prix de la startup la plus originale de l'année 2020.

## Prix et reconnaissance
- 2020 : Prix de la startup la plus originale de l'année ( Espagne)[9].
- 2020 : Prix du Meilleur Entrepreneur de l'année de la ville de Girona en Espagne
- 2020 : Lauréats du Sommet Afrique
- 2023: La marque guinéenne Kunfabo qu'elle a fondé gagne le prix de ’’L’innovation technique et technologique’’ aux Emergence Magazine Awards – EMA[10].